# 楠木輪盾介殼蟲
楠木輪盾介殼蟲（学名：Aulacaspis phoebicola）为盾介殼蟲科輪盾介殼蟲屬下的一个种。